# Roger Michelot
Roger Michelot (n. 8 iunie 1912, Saint-Dizier, Champagne-Ardenne, Franța – d. 19 martie 1993, Toulon, Franța) a fost un boxer ce a reprezentat Franța, medaliat olimpic. A participat la 2 ediții ale Jocurilor Olimpice (1932, 1936) în care a câștigat o medalie de aur.